# Büntetés-végrehajtás Központi Ellátó Intézménye
A Büntetés-végrehajtás Központi Ellátó Intézménye (KEI) megszüntetett büntetés-végrehajtási intézmény. 
Budapest X. kerületében (Kőbányán) működött a Budapesti Fegyház és Börtön, valamint az Igazságügyi Megfigyelő és Elmegyógyító Intézet (IMEI) szomszédságában (1108 Budapest, Maglódi út 129.). Alaptevékenysége a büntetés-végrehajtási szervek központi, anyagi-technikai ellátása, továbbá szolgáltatási feladatok elvégzése volt.

## Története
- A centralizált gazdálkodási rendszer működtetése 1963-ban kezdődött  büntetés-végrehajtási szervezetnél a Belügyminisztériumtól (BM) átvett két ingatlanon: A központi anyagraktár az eszközök, anyagok beszerzését, raktározását és elosztását, a Paulay Ede utcai javítóműhely pedig a büntetés-végrehajtás gépjárműveinek teljes körű javítását végezte.
- A készletek és a gépjárműpark bővülése hamarosan további raktári és javítókapacitást tett szükségessé, amelynek az Állami Tartalékgazdálkodási Igazgatóság Ceglédi telkén bérelt négy épülettel, valamint több büntetés-végrehajtási intézet elítéltkörlete és egyéb épületei átalakításával bővítettek.
- A Központi Ellátó Intézet raktárépületét  1989-ben adták át rendeltetésének. Alapító okirata szerint 1991-ben jött létre a Központi Anyagraktár, a Bv. Központi Javítóműhely és Garázs, a Váci Központi Ellátásra Termelő Üzemek összevonásával.
- 2005. december 31-i hatállyal megszüntették.  Általános jogutódja a Büntetés-végrehajtás Országos Parancsnoksága, egyes ingatlanok kezelése tekintetében pedig a Fővárosi Büntetés-végrehajtási Intézet. A szolgáltatási feladatokat a továbbiakban a büntetés-végrehajtási intézetek végzik.